# Yarisal & Kublitz
Yarisal & Kublitz (* 1981 in Genf und 1978 in Kopenhagen) ist ein schweizerisch-dänisches Künstlerduo, das in Berlin lebt und arbeitet. Yarisal & Kublitz arbeiten in den Medien Skulptur, Plastik und Performance.

## Leben
Ronnie Yarisal hat zunächst ein Jahr lang am Chelsea College of Art and Design in London studiert, Katja Kublitz an der Gerrit Rietveld Academy of Arts, bevor sie beide von 2001 bis 2004 das Central Saint Martins College of Art and Design in London besucht haben.

## Werk
Yarisal & Kublitz sind mit ihren Maschinen und Installationen bekannt geworden, die zum Teil ähnlich absurd sind wie die Arbeiten des Schweizer Künstlers Roman Signer. Yarisal & Kublitzs Werke funktionieren ähnlich Fallen, sie spüren instinktiv diesen Moment der Überraschung auf, der entsteht, wenn wir feststellen, dass die Dinge zwar gewohnt scheinen, jedoch bei näherer Betrachtung ihre immanente Codes umschreiben und somit plötzlich die Bedeutung und den Kontext ändern.

## Ausstellungen
Neben internationalen Galerienausstellungen sind ihre Arbeiten im Kunstmuseum Bern, in den Kunstvereinen Wiesbadens und Hildesheims, im Charlottenborg Museum of Art in Kopenhagen, der Kunsthalle Galapagos in Brooklyn und den Biennalen in Moskau gezeigt worden.

## Werke in öffentlichen Sammlungen
- La Colección Jumex, Mexico
- Foundation pour L’Art Claudine et Jean-Marc Salomon, Alex
- Central St. Martins Museum Collection, London